# Хигебурга
Хигебурга (flourit 760—780) — англосаксонская монахиня и агиограф из алеманнского монастыря Хайденхайма. Она «первая известная англичанка, написавшая полнометражное литературное произведение» и «единственная женщина-автор жития святого каролингского периода».
Мужской монастырь Хайденхайм был основан в 752 году Вунибальдом, англосаксом из Уэссекса. После его смерти в 761 году ему унаследовала его сестра Вальбурга, которая превратила его в двойной монастырь. Хигебурга был среди приехавших в Хайденхайм сразу после смерти Вунибальда. Вероятно, она уже какое-то время находилась в Германии как одна из монахинь, призванных Бонифацием.
Хигебурга была, по её собственным словам, «скромной родственницей» Вунибальда, Вальбурги и их брата Виллибальда. Во вторник, 23 июня 778 года, во время посещения Хайденхейма Виллибальд продиктовал Хайгебурге отчёт о своем паломничестве в Святую Землю в 720х или 730х годах. Впоследствии она превратила этот отчёт в биографию Виллибальда, названную Hodoeporicon («путевые заметки»; название Vita Willibaldi, «Жизнь Виллибальда», было дано редакторами). Судя по выбору фраз и мотивов, у Хигебурги был доступ к Carmen Paschale, Vita Bonifatii и к загадкам Альдхельма.
Хотя в монастыре были противники её писательству, Вальбурга поощряла его. Хигебурга также написала биографию Вунибальда, Vita Wynnebaldi. Хотя две её работы были единым проектом, завершенным к 780 году, текстуально они различаются, что указывает на то, что она использовала устные отчёты и показания очевидцев. Она сама была свидетельницей некоторых посмертных чудес, которые приписывала вмешательству Вунибальда.
Имя монахини, написавшей жизнеописания Виллибальда и Вунибальда, не было известно до тех пор, пока в 1931 году Бернхард Бишофф не обнаружил его в старейшей рукописи (ок. 800 г.).